# 야프섬

야프섬의 기

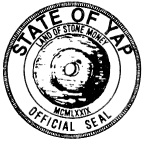
야프섬의 문장

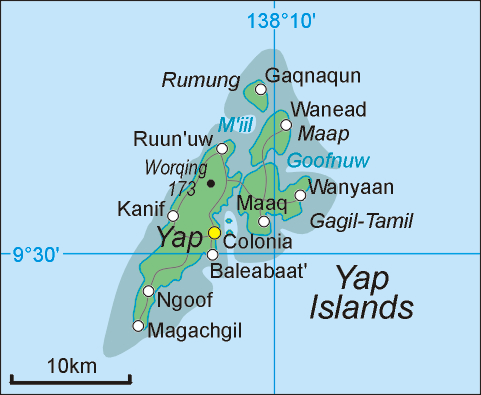
야프섬의 위치

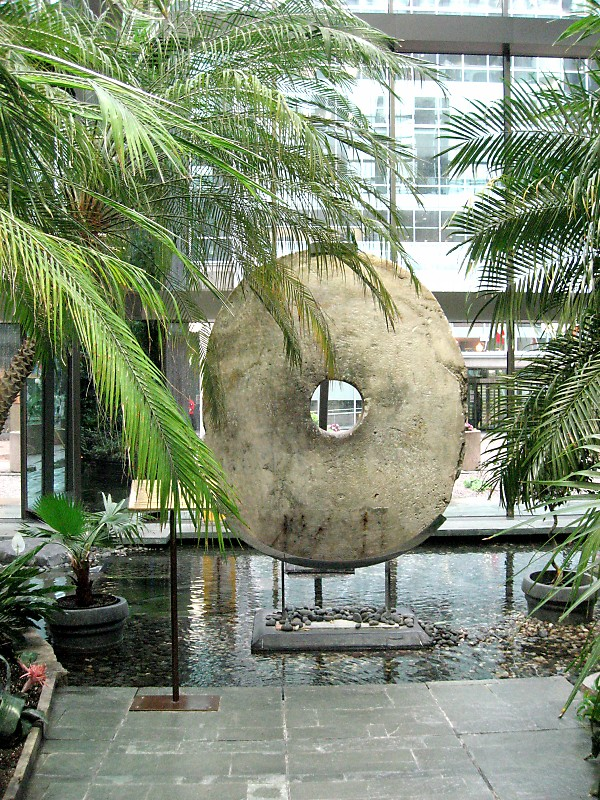
야프섬의 석화(石貨)

야프섬(Yap) 또는 야프 제도(Yap Islands)는 미크로네시아 연방의 섬이다. 가길섬(Gagil), 토밀섬(Tomil), 마프섬(Maap), 루뭉섬(Rumung) 등으로 구성되어 있다. 행정 구역상으로는 야프주에 속한다. 가장 큰 야프 섬(100.2km2)에는 173m 높이의 타비월 산을 비롯한 구릉들로 이루어진 중앙 산맥이 있으며 숲이 우거져 있다. 월평균 기온은 28°C, 연평균 강수량은 3,100mm이다.
이 섬은 유럽인에게 발견되기 이전까지 서쪽의 팔라우 제도에서 동쪽의 투르크 부근까지를 포함하는 제국의 중심지였다. 원주민이 사용했던 것으로 유명한, 돌로 얇고 둥글게 만든 돈과 넓은 유적지는 이 시기에서 유래한다. 1526년 포르투갈인이 발견한 것으로 추측되며 1686년 스페인 갈레온 선의 선장인 프란시스코 라세아노가 다시 발견한 뒤로 명목상 스페인이 지배했다. 1899년에 독일에 넘어갔는데 이 시기에 미국인인 데이비드 오키프는 교역 기업을 만들어 야프인들에게 전통적인 석화(石貨)를 공급해주고 코프라를 얻었다. 독일 당국은 이곳을 해저 유선 통신의 중심지로 만들고 군도를 10개 행정단위로 나누었는데 이것은 지방 행정관료 자문회의 일원인 행정관을 선출하는 단위로서 아직도 이용되고 있다. 1919년 일본 제국이 이 섬을 통치하기 시작하였으며 1921년 미국과 일본이 유선 통신 설비의 사용에 관한 합의에 도달할 때까지 분쟁의 중심이 되었다. 제2차 세계 대전 동안에는 일본 제국의 공군·해군 기지가 있었다. 1947년 유엔이 관할하는 태평양 신탁통치령의 일부가 되었다.
코프라가 주요 수출품이며 잉여분의 바나나·코코넛·타로토란 등이 근처의 환초섬으로 팔린다. 마·고구마·후추·정향나무·담배 등이 재배되며 약간의 어업도 이루어진다. 농사일은 성별에 따라 구분되며 성별로 구획된 타로토라는 밭에서 일한다. 경제적 능력에 따라 사회계층이 구분되며 가차파르·티브·은골로그 등이 주요촌락이다. 1970년대 무렵 공립학교와 선교사들이 설립한 학교가 20개를 넘는다. 야프인들은 신체적으로나 언어학적으로 캐롤라인 제도의 주민보다는 멜라네시아인에 더욱 가깝다.

## 같이 보기
- 석화 (미크로네시아 연방)

## 참고
배우 고두심의 큰오빠와 큰언니가 야프섬에서 출생하였다. 제주도 출신인 그녀의 아버지는 야프섬 현지에서 20여년간 원주민의 물건과 일본의 생필품을 물물교역을 하는 무역업에 종사 하였으며 야프섬 생활 10여년이 되던 해에 혼인을 위해 잠시 고향 제주도에 들어왔고 이때 제주도 출신의 어머니를 만나 혼인을 한 뒤 야프섬으로 되돌아가 10여년을 더 생활하였고 그 시기에 큰오빠와 큰언니를 야프섬에서 출생하게 되었다고 한다.

## 기후
| Yap의 기후                                                   | Yap의 기후  | Yap의 기후  | Yap의 기후  | Yap의 기후  | Yap의 기후  | Yap의 기후  | Yap의 기후  | Yap의 기후  | Yap의 기후  | Yap의 기후  | Yap의 기후  | Yap의 기후  | Yap의 기후     |
| 월                                                           | 1월         | 2월         | 3월         | 4월         | 5월         | 6월         | 7월         | 8월         | 9월         | 10월        | 11월        | 12월        | 연간           |
| ------------------------------------------------------------ | ----------- | ----------- | ----------- | ----------- | ----------- | ----------- | ----------- | ----------- | ----------- | ----------- | ----------- | ----------- | -------------- |
| 역대 최고 기온 °C (°F)                                       | 33 (91)     | 34 (93)     | 34 (93)     | 35 (95)     | 35 (95)     | 34 (94)     | 34 (93)     | 36 (96)     | 34 (94)     | 34 (94)     | 34 (94)     | 36 (96)     | 36 (96)        |
| 일평균 최고 기온 °C (°F)                                     | 30.1 (86.2) | 30.2 (86.4) | 31.1 (88.0) | 31.2 (88.2) | 30.9 (87.6) | 30.7 (87.3) | 30.6 (87.1) | 30.8 (87.4) | 30.9 (87.6) | 30.9 (87.6) | 30.4 (86.7) | 30.7 (87.3) | 30.7 (87.3)    |
| 일일 평균 기온 °C (°F)                                       | 26.8 (80.2) | 26.9 (80.4) | 27.5 (81.5) | 27.6 (81.7) | 27.3 (81.1) | 27.1 (80.8) | 27.1 (80.8) | 27.1 (80.8) | 27.2 (81.0) | 27.3 (81.1) | 27.1 (80.8) | 27.2 (81.0) | 27.2 (81.0)    |
| 일평균 최저 기온 °C (°F)                                     | 23.5 (74.3) | 23.5 (74.3) | 24.0 (75.2) | 24.1 (75.4) | 23.8 (74.8) | 23.6 (74.5) | 23.4 (74.1) | 23.4 (74.1) | 23.5 (74.3) | 23.7 (74.7) | 23.8 (74.8) | 23.7 (74.7) | 23.7 (74.7)    |
| 역대 최저 기온 °C (°F)                                       | 19 (67)     | 19 (66)     | 19 (66)     | 19 (67)     | 18 (65)     | 19 (66)     | 18 (65)     | 19 (66)     | 19 (66)     | 17 (63)     | 18 (65)     | 17 (63)     | 17 (63)        |
| 평균 강수량 mm (인치)                                        | 186 (7.33)  | 152 (5.98)  | 151 (5.96)  | 146 (5.76)  | 230 (9.06)  | 322 (12.69) | 369 (14.54) | 386 (15.20) | 343 (13.51) | 304 (11.97) | 230 (9.07)  | 228 (8.99)  | 3,050 (120.06) |
| 평균 강수일수 (≥ 1.0 mm)                                     | 16.8        | 13.4        | 13.7        | 12.6        | 17.1        | 20.2        | 21.2        | 20.9        | 19.3        | 20.1        | 18.7        | 17.6        | 211.6          |
| 평균 상대 습도 (%)                                           | 82          | 81          | 80          | 79          | 81          | 83          | 84          | 84          | 84          | 84          | 83          | 83          | 82             |
| 평균 월간 일조시간                                           | 210.8       | 211.9       | 251.1       | 255.0       | 244.9       | 201.0       | 189.1       | 176.7       | 180.0       | 170.5       | 192.0       | 198.4       | 2,481.4        |
| 출처 1: Weatherbase                                          |             |             |             |             |             |             |             |             |             |             |             |             |                |
| 출처 2: Hong Kong Observatory (sun, precipitation 1961–1990) |             |             |             |             |             |             |             |             |             |             |             |             |                |